# Odontria aureopilosa
Odontria aureopilosa är en skalbaggsart som beskrevs av Given 1952. Odontria aureopilosa ingår i släktet Odontria och familjen Melolonthidae. Inga underarter finns listade i Catalogue of Life.